# Pont-canal de La Madeleine
Le pont-canal de La Madeleine est un pont-canal qui traverse la Meurthe sur 91 mètres à Laneuveville-devant-Nancy dans la région Grand Est, avec une portée de 110 mètres.
Le canal de la Marne au Rhin passe sur le pont-canal, ainsi que la ligne de Paris-Est à Strasbourg-Ville du réseau ferroviaire français.

## Histoire
Il fut construit en 1852.

## Caractéristiques
Il est constitué de 7 arches.